# یه جورایی عملیات نجات
یه جورایی عملیات نجات (انگلیسی: Almost a Rescue) یک فیلم کوتاه کمدی به کارگردانی اَل کریستی است که در سال ۱۹۱۳ منتشر شد.

## گزیدهٔ بازیگران
- دونالد مک‌دونالد
- راسکو آرباکل
- آیرین هانت
- بیلی بنت
- ادی لایونس
- لی موران
- راسل بَسِت